# Луиджи Бурбон-Сицилийский
Луиджи Бурбон-Сицилийский, граф Акуила ((итал. Luigi di Borbone-Due Sicilie,Conte d'Aquila), при рождении Луиджи Карл Мария Джузеппе (итал.  Luigi Carlo Maria Giuseppe), 19 июля 1824, Неаполь, Королевство Обеих Сицилий — 5 марта 1897,  Париж) — принц Королевства Обеих Сицилий, граф Акуила, младший сын короля Франциска I и Марии Изабеллы Испанской.

## Биография
Луиджи Карл Мария Джузеппе родился 19 июля 1824 года в Неаполе и стал одиннадцатым ребёнком и пятым сыном в семье наследного принца Сицилийского и Неаполитанского Франциска и его супруги Марии Изабеллы Испанской, дочери короля Испании Карла IV и Марии Луизы Пармской. Всего в семье было 12 детей, включая Фердинанда II — будущего короля Обеих Сицилий, Марию Кристину — королеву Испании и Терезу Кристину — императрицу Бразилии. В то время королевством правил его дед со стороны отца, король Фердинанд I, который дал при рождении своему внуку титул графа Акуила. Через год он умер и на престол взошёл его отец, который скончался в 1830 году.
Проживал принц в Санта-Лучиа — одном из районов Неаполя, получая 60 000 дукатов год. От природы принц был разносторонним человеком, интересовался ботаникой, покровительствовал Уильяму Гаспаррини — известному ботанику. Также, принц хорошо рисовал, некоторые из его картин выставлены и по сей день в Императорском музее в Петрополисе, Бразилия. 

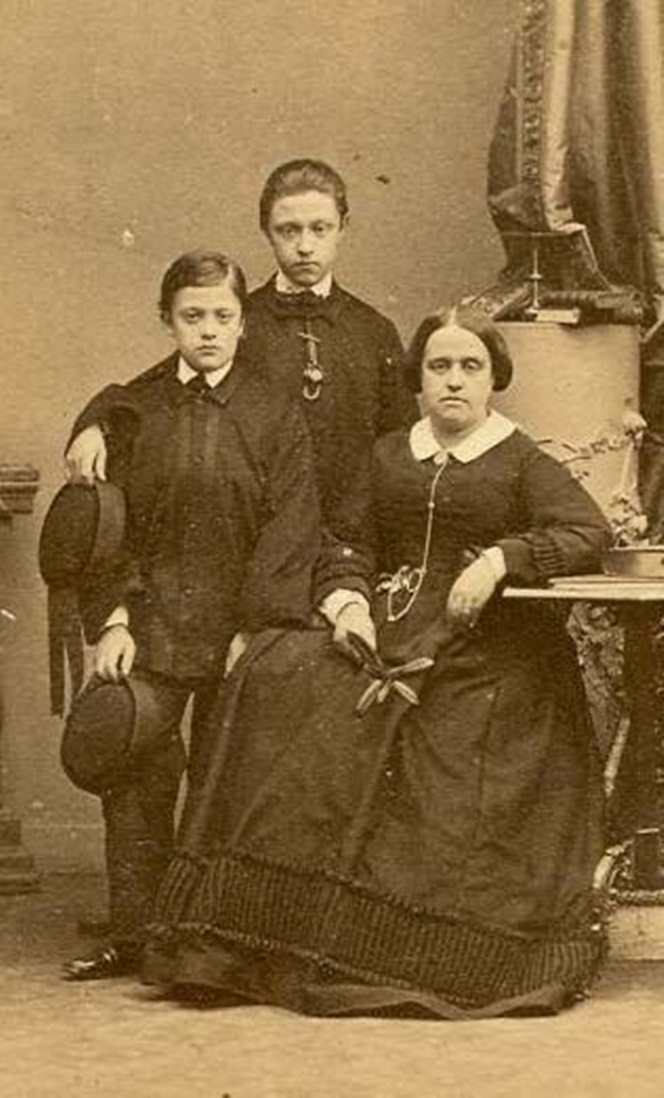
Супруга Жануария вместе с сыновьми.

28 апреля 1844 года принц Луиджи женился на бразильской принцессе Жануарии, которая на тот момент носила титул Имперской принцессы Бразилии и официально считалась наследницей трона из-за того, что у её брата императора Педру ещё не было детей. Сам Педру был женат на сестре Луиджи, Терезе Кристине. Жануария была дочерью бразильского императора Педру I и его первой супруги Марии Леопольдины Австрийской. 
Пара поселилась в Бразилии, но вскоре была вынуждена покинуть дом из-за постоянных семейных ссор между её мужем и братом-императором. Они покинули Бразилию в октябре 1844 года.
21 октября 1845 года был награждён орденом Св. Андрея Первозванного.
В браке родилось четверо детей:
- Луиджи (1845—1909) — граф Роккогульельма, женился морганатическим браком на Марии Амелии Беллоу-Гамель, двое детей;
- Мария Изабелла (1846—1859);
- Филипп (1847—1922) — женился морганатическим браком на Флоре Бунен, детей не имел;
- Мария Эммануэла (род. и ум. 1851).

Умер принц Луиджи 5 марта 1897 года в Париже, где они проживали с супругой. Жануария умерла в Ницце, в 1901 году, пережив мужа на четыре года.